# Kronobiologi

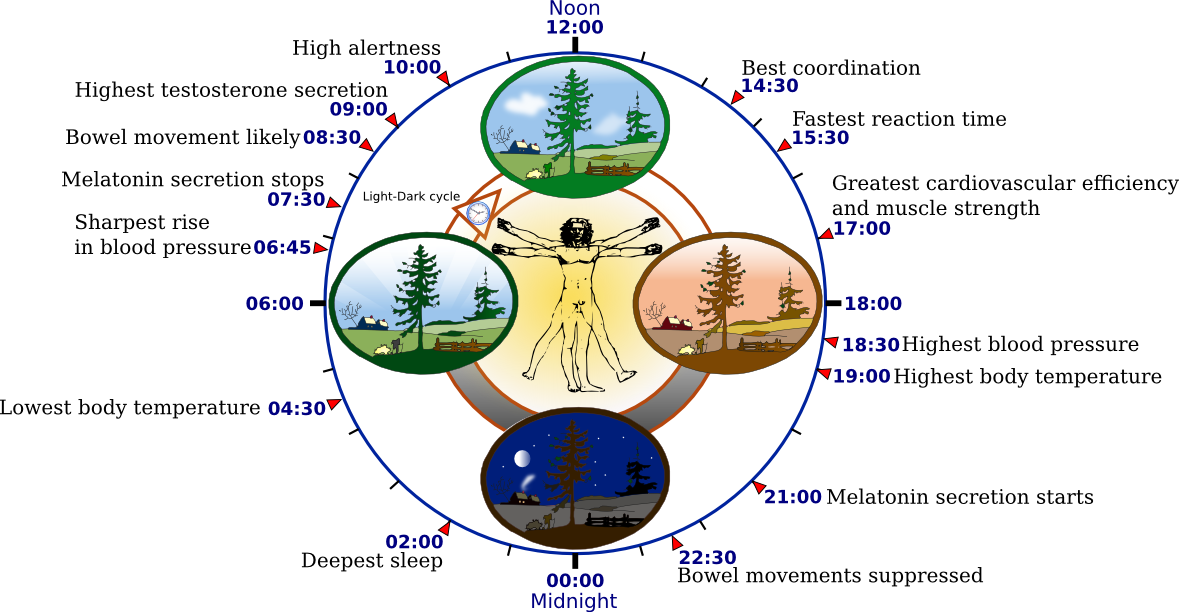
Översikt av mänsklig dygnsrytm, den biologiska klockan med vissa fysiologiska parametrar.

Kronobiologi (av antik grekiska χρόνος, chrónos, ”tid”, och "biologi") är ett delområde inom biologi där organismers förmåga att mäta och reagera på tidens gång studeras. Det som främst studeras är biologiska rytmer, vilket är periodiska (cykliska) fenomen i levande organismer och deras anpassning till solens och månens cykler.
Kronobiologiska studier inkluderar – men är inte begränsade till – anatomi, fysiologi, genetik, molekylärbiologi och organismers beteende relaterat till biologiska rytmer. Andra aspekter omfattar reproduktion, ekologi och evolution.